# Oksana Masters
Oksana Masters, nata Oksana Oleksandrivna Bondarčuk (in ucraino Оксана Олександрівна Бондарчук?; Chmel'nyc'kyj, 19 giugno 1989), è una canottiera, fondista, biatleta e paraciclista statunitense, di origine ucraina, che risiede a Louisville, Kentucky.
Ai Giochi paralimpici estivi di Londra 2012 ha vinto la sua prima medaglia. Ha fatto parte della squadra statunitense di sci nordico alle Paralimpiadi invernali 2014 e alle Paralimpiadi invernali 2018, vincendo due medaglie nel 2014 e cinque medaglie nel 2018, di cui due d'oro. Ha partecipato anche alle Paralimpiadi estive 2016 nel paraciclismo.

## Biografia
Oksana è nata con diverse malattie congenite indotte da radiazioni, tra cui l'emimelia tibiale (con conseguente diversa lunghezza delle gambe), mancanza di tibie portanti nei polpacci, dita palmate senza pollice e sei dita dei piedi su ciascun piede. Abbandonata dai suoi genitori alla nascita in un orfanotrofio ucraino, ha vissuto lì fino all'età di 7 anni, quando è stata adottata da Gay Masters, una logopedista statunitense, non sposata e senza altri figli.
Dopo essersi trasferita negli Stati Uniti nel 1997, entrambe le gambe di Oksana sono state amputate sopra il ginocchio - la gamba sinistra a otto anni e la gamba destra a 13 anni - quando sono diventate sempre più doloranti e incapaci di sostenere il suo peso. Oksana ha anche sostenuto un intervento chirurgico per modificare le sue dita interne di ogni mano, in modo che potessero funzionare come pollici.
Arrivata negli Stati Uniti, dove sua madre lavorava come docente all'Università di Buffalo, si è trasferita a Louisville, nel Kentucky, nel 2001, quando la madre è stata assunta presso l'Università di Louisville, e si è laureata alla Atherton High School nella città nel 2008.

## Carriera nel canottaggio

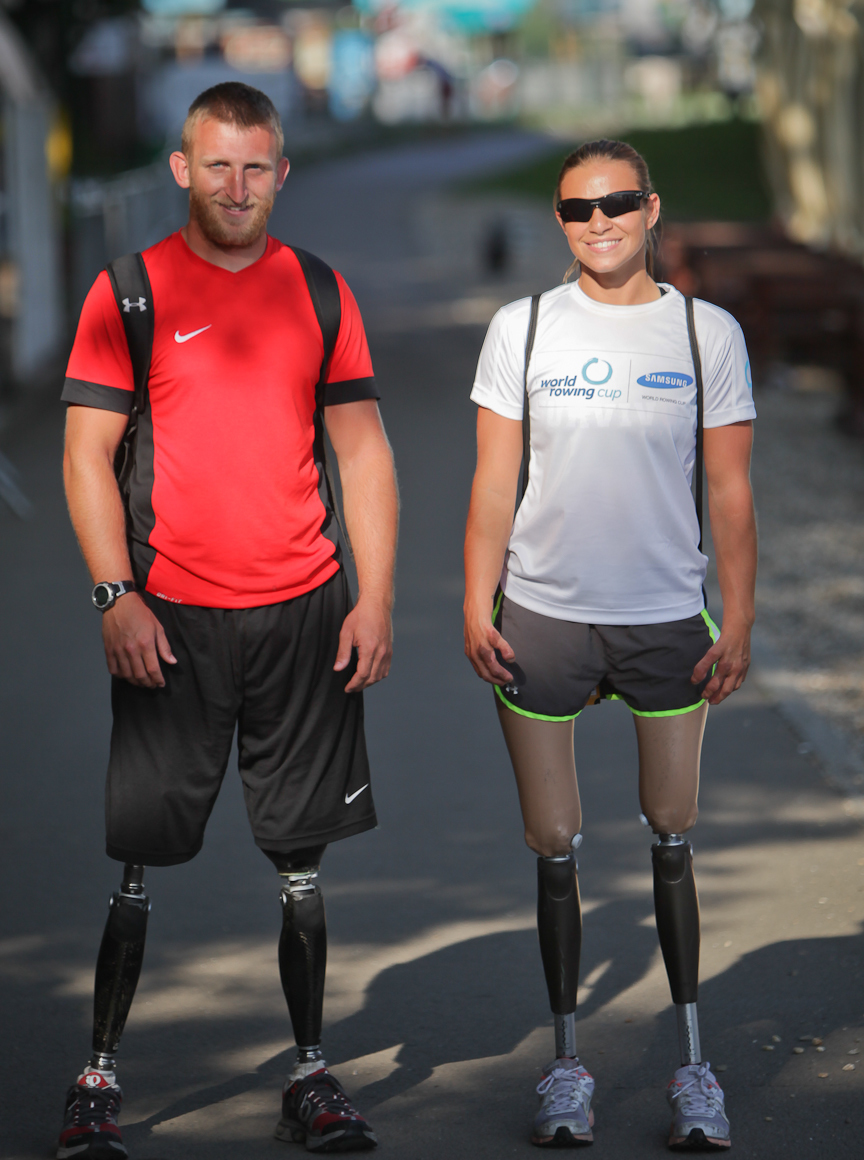
Rob Jones e Oksana Masters ai campionati mondiali adattivi 2012 di Belgrado, Serbia

Masters ha iniziato il canottaggio adattivo nel 2002 all'età di 13 anni, poco prima dell'amputazione della gamba destra. Ha continuato poi a livello agonistico e nel 2010, ha gareggiato ai C.R.A.S.H.-B. Sprints, stabilendo un record mondiale nel processo. È stata la prima sculler adattivo a competere nella regata "Head of the Eagle" del club di canottaggio di Indianapolis, vincendo nel frattempo l'evento femminile singolo aperto. Nel 2011, Masters e il compagno di squadra Augusto Perez sono arrivati secondi alle prove del Adaptive World Championships.
In preparazione ai Giochi Paralimpici di Londra del 2012, Masters ha collaborato con Rob Jones, un veterano del Corpo dei Marines degli Stati Uniti che ha perso entrambe le gambe a causa di un'esplosione di uno IED in Afghanistan. Masters e Jones si sono autoproclamati "Team Bad Company" e hanno vinto entrambe le prove dei Campionati mondiali adattivi e la Regata di qualificazione paralimpica finale con margini considerevoli.
Il 2 settembre, alle Paralimpiadi di Londra del 2012, Masters e Jones sono arrivati terzi, vincendo la prima medaglia degli Stati Uniti (bronzo) nella sezione mista tronco/braccia doppio remo con un tempo finale di 4:05:56. Hanno finito dietro la Cina (oro) e la Francia (argento) sconfiggendo la Gran Bretagna.
A causa di un infortunio alla schiena, Masters ha rinunciato al canottaggio competitivo dopo aver vinto una medaglia di bronzo alle Paralimpiadi di Londra del 2012. Da allora ha iniziato a praticare il para-ciclismo e lo sci di fondo.

## Carriera nello sci di fondo
Dopo aver vinto la medaglia nel canottaggio alle Paralimpiadi del 2012, Masters ha iniziato a praticare lo sci di fondo. Alle Paralimpiadi invernali 2014 a Sochi, in Russia, ha vinto una medaglia d'argento nel nordico 12 km e una medaglia di bronzo nel nordico 5 km. Si è anche classificata quarta e ottava in due eventi di biathlon. Durante questo periodo, ha subito un infortunio alla schiena  e di conseguenza ha rinunciato al canottaggio. Ha iniziato a pedalare come parte integrante del processo di recupero.
Masters ha vinto la sua prima medaglia d'oro paralimpica alle Paralimpiadi invernali 2018, nell'evento classico di sprint di 1,5 km femminile di sci di fondo, dopo molteplici battute d'arresto. Tre settimane prima dei Giochi si era ferita al gomito e il giorno prima si era anche ritirata da un evento dopo essere caduta durante la gara di biathlon . In quei giochi ha vinto cinque medaglie in totale: tre in sci di fondo e due in biathlon. Ha vinto la medaglia d'oro nell'evento di 5 km dello sci di fondo da seduti, la medaglia di bronzo nell'evento di Template:M12 dello sci di fondo da seduti, poi medaglie d'argento nell'evento di biathlon da 6 km e nell'evento di biathlon da 12,5 km. Per due volte Masters è stata nominata per un ESPY nello sci nordico nella categoria di Miglior atleta femminile con disabilità.

## Carriera ciclistica
Masters ha vinto due medaglie di Coppa del Mondo di bronzo e una medaglia di bronzo ai Mondi Para-Ciclismo dell'UCI. Ha partecipato inoltre ad eventi di handbike  ai Giochi Paralimpici del 2016 a Rio, dove si è classificata 4ª nella gara su strada e 5 ° nella prova a tempo. Ai XVI Giochi Paralimpici disputatisi a Tokio nel 2021 ha vinto la medaglia d'oro sia nella prova in linea (H5) che in quella a cronometro della gara su strada (H4-5).

## Impatto mediatico
La sua storia di vita, ha suscitato parecchio interesse mediatico, tra cui Spirit, la rivista di bordo Southwest Airlines e Sports Illustrated. È stata nominata da The Guardian tra i dieci atleti statunitensi da seguire e ha posato nuda per l'edizione annuale di Body Issue della rivista ESPN. Apple l'ha ingaggiata in "Fare la differenza. Un'app alla volta", un video in cui spiega come è cambiata la sua vita con le app iOS